# Kristine Bjørdal Leine
Kristine Bjørdal Leine (* 6. August 1996 in Sunnmøre) ist eine norwegische Fußballspielerin. Sie spielt für den Verein Rosenborg Trondheim, im November 2017 gab sie ihr Debüt bei der norwegischen Frauennationalmannschaft.

## Karriere
Im Oktober 2011 spielte sie im Alter von 15 Jahren ihr erstes Spiel für den norwegischen Verein Fortuna Ålesund, für den sie bis zur Saison 2014/15 in Spielen der zweiten Liga (1. Divisjon) und der norwegischen Meisterschaft auflief. Anschließend wechselte sie zum Erstligaclub Røa IL. Während ihrer Zeit dort gab sie am 28. November 2017 im Spiel gegen Kanada ihr Debüt für die Nationalmannschaft. 
Neben ihrer Tätigkeit als Fußballspielerin begann sie eine Ausbildung zur Krankenpflegerin. Die Tatsache, dass sie 2018 von ihrer Schule zunächst keine Freistellung bekam, um zu WM-Qualifikationsspielen der Nationalmannschaft zu fahren, erregte mediales Aufsehen. Ihre Mannschaftskolleginnen Maren Mjelde und Maria Thorisdottir kritisierten daraufhin, dass es vielen Fußballspielerinnen schwer gemacht wird, ihre Ausbildung und den Sport zu verbinden. Ihre Ausbildung brach sie schließlich später aufgrund der Unvereinbarkeit mit ihrer sportlichen Karriere ab.
Im Mai 2019 wurde sie schließlich nicht in den Kader der Nationalmannschaft für die Weltmeisterschaft in Frankreich berufen. Dies wurde als eine überraschende Entscheidung des Trainers Martin Sjögren gewertet. Im Juni 2019 wurde bekannt gegeben, dass sie Røa IL in Richtung des englischen Erstliga-Vereins Reading FC Women verlassen werde. Dort spielte sie in der wegen den COVID-19-Pandemie vorzeitig abgebrochenen Saison elf Spiele. Nach zwei Spielzeiten beim englischen Verein wurde im Mai 2021 bekannt, dass sie zur Rosenborg Trondheim wechseln würde.
In der Qualifikation zur UEFA Women’s Champions League 2021/22 scheiterte sie mit Rosenborg an UD Levante im Finale der ersten Runde, das mit 3:4 nach Verlängerung verloren wurde, so dass sie die erstmals ausgetragene Gruppenphase verpassten. Auch in der Qualifikation zur Gruppenphase der UEFA Women’s Champions League 2022/23 scheiterten sie an einem spanischen Vertreter, diesmal an Real Madrid.